# Éditorialisation
L'éditorialisation est l'ensemble des opérations de structuration, de mise en accessibilité et de mise en visibilité de contenus sur le Web, et, plus largement, dans l'environnement numérique. 
Caractérisé comme un processus continu (temps) et ouvert (espace), le concept d'éditorialisation souligne[pas clair] les processus de production, de diffusion et de validation du savoir propres à l'environnement numérique. Il constitue de ce fait « un outil théorique très utile pour comprendre des pratiques qui s'apparentent à l'édition en changeant le sens de la fonction éditoriale et de ses acteurs » (p. 77).
Par rapport à l'édition, l'éditorialisation se distingue par le changement technique, le changement de l'objet éditorialisé et le caractère ouvert du processus d'éditorialisation. Il s'agit d'un concept clé dans la compréhension de la culture numérique et du tournant épistémologique que celle-ci implique dans le champ culturel au sens large, et non pas seulement dans la sphère numérique. L'éditorialisation est au cœur d'enjeux liés à notre société en pleine évolution technologique et peut changer notre façon de concevoir l’espace numérique.

## Acceptions historiques de l'éditorialisation
Bien que le terme éditorialisation soit apparu dans la communauté scientifique francophone au début des années 2000, il est de prime abord anglophone. Il faut savoir que les deux termes ont deux significations différentes. « Éditorialisation », qui est un dérivé du terme anglophone « editorialize », signifie « to express an opinion in the form of an editorial ». Tandis qu'en français, ce terme a acquis au fil de ses emplois un sens beaucoup plus global, particulièrement en relation à la culture numérique et aux nouvelles formes de production du savoir. Bien que le terme ait dérivé, il « conserve un lien étroit avec la notion d'opinion en ce qu'il se réfère à la production de contenus qui expriment une sorte d'opinion ou, même, qui offrent une manière de voir et d'interpréter le monde ».
D'un point de vue théorique, le concept est lié à la notion « d'énonciation éditoriale » proposée par Souchier (1998) pour décrire « ce par quoi le texte peut exister matériellement, socialement, culturellement… aux yeux du lecteur ». On distingue un point de vue sémiologique et sociologique.
« D’un point de vue sémiologique, l’énonciation éditoriale repose sur deux caractéristiques : la pluralité des instances intervenant dans la constitution et la médiation d’un texte (auteur, éditeur, média, etc.) et le processus de dissimilation des marques d’énonciation éditoriale à travers ce que Souchier qualifie l’« image du texte », c’est-à-dire « une inter-détermination du sens et de la forme […] qui participe activement de l’élaboration des textes » (p. 138). L’énonciation éditoriale forme ainsi un « texte second » dans la mesure où « le signifiant n’est pas constitué par les mots de la langue (« texte premier »), mais par la matérialité du support et de l’écriture, l’organisation du texte, sa mise en forme ». Ce concept permet d’appréhender « l’image du texte » comme le résultat d’un processus d’ensemble : des intentions lors de la création et de la mise en forme (rôle de l’editor dans l’écriture) à l’influence de l’empreinte de la matérialité des supports sur les usages et pratiques (le rôle du publisher dans la lecture) ».
D'un point de vue sociologique : « [L]’énonciation éditoriale est le résultat d’un processus social déterminé, "qui demeure largement invisible du public, mais qui peut néanmoins être appréhendé à travers la marque qu’impriment les pratiques de métiers constitutives de l’élaboration, de la constitution ou de la circulation des textes" » (p. 6). Elle témoigne des jeux de pouvoir et des pratiques sociales, en plus des contraintes de production – techniques, esthétiques et financières – au moment de l’établissement des textes.
Le terme « éditorialisation » en tant que tel a d'abord été défini par Peyrelong et Guyot au regard de l’activité éditoriale pré-numérique. L’éditorialisation doit étudier « comment un document [numérique] naît (est produit), comment il circule, en relation avec l’action des individus, et l’organisation elle-même » (p.1). 
Le terme « éditorialisation » est ensuite utilisé en 2007 par Bruno Bachimont qui le définit comme « le processus consistant à enrôler des ressources pour les intégrer dans une nouvelle publication ». La considérant comme une exploitation des contenus se fondant sur la recherche d'information, mais ne s'y limitant pas, Bruno Bachimont insiste sur le fait que l'éditorialisation est une adaptation à l'environnement numérique de contenus préexistants. Autrement dit, pour Bachimont, l'éditorialisation désigne le passage du document non numérique au document numérique, avec l'adaptation que ce passage suppose. 
La même année, s'inscrivant dans la tradition de la revitalisation des recherches sur le document, Manuel Zacklad définit l'éditorialisation comme un type particulier de documentarisation. La documentarisation consiste selon lui à doter « le support d'attributs spécifiques permettant de faciliter (i) leur gestion parmi d'autres supports, (ii) leur manipulation physique, condition d'une navigation sémantique à l'intérieur du contenu sémiotique et enfin, (iii) l'orientation des récepteurs ».   
La documentarisation peut relever d'une division du travail sophistiquée, en environnement traditionnel comme en environnement web, qui contient différentes étapes : documentarisation auctoriale (travail de l’auteur sur le support pour lui donner une cohérence interne), éditoriale (inscription dans un genre et une collection), diffusionnelle (visant à faciliter l’accès matériel) et d’appropriation (produite par les lecteurs-annotateurs). Dans cette typologie, l’éditorialisation est un donc un type de documentarisation visant à donner une cohérence à plusieurs documents dans le cadre d’une collection, d’un portail, d’un site web, d’un blogue. Elle est également de plus en plus souvent mise en œuvre par de nouveaux acteurs (p. ex., le community manager). 
C'est en s'inscrivant dans la perspective initiée par Bachimont qu'à partir de 2008, le laboratoire sur les nouvelles formes d'éditorialisation à la Maison des Sciences de l'Homme Paris Nord - MSH Paris Nord élargit la notion aux contenus nativement numériques.
Depuis 2008, le concept d'éditorialisation a été largement théorisé au sein de la recherche francophone, notamment grâce au séminaire « Écritures numériques et éditorialisation » fondé en 2008 par Marcello Vitali-Rosati, Gérard Wormser, Nicolas Sauret et Anne-Laure Brisac et rejoint en 2015 par une équipe du laboratoire Dicen-IDF animée par Louise Merzeau. 
En 2010, Dacos et Mounier redéfinissait l'éditorialisation comme « la valorisation d'un corpus par la sélection des textes, par la mise en œuvre es collections, par l'établissement d'index thématiques, par la mise en place régulière de focus éditoriaux en fonction du type de public ». Cette définition rapprochait l'éditorialisation de la curation de contenu.
En avril 2015, Jérôme Valluy recensait dans une bibliographie sélective, soixante-dix publications universitaires traitant explicitement du concept. Valluy indique cependant que l'ensemble de ces travaux n'est pas tellement représentatif du sujet dans son exhaustivité ni des thèmes, objets d'études et approches déployés lorsqu'on aborde la question de l'éditorialisation.
En 2018, Epron et Vitali-Rosati désignaient comme relevant de l'éditorialisation « l'ensemble des dynamiques - soit les interactions des actions individuelles et collectives avec un environnement numérique particulier - qui produisent et structurent l'espace numérique » (p. 63).

## Quatrenaturesde l'éditorialisation

### Processuelle
L’éditorialisation se veut ouverte et continue dans le temps et dans l’espace. Dans une dynamique de mouvement continu, il s'agit d'une série d'actions ayant ni commencement ni fin rendant ainsi chaque acte d'éditorialisation unique, particulier et relié entre eux sans pouvoir départager précisément chaque chaîne d'actions. 

### Performative
Vitali-Rosati fait état de la « performativité » inhérente à l’idée d’éditorialisation. Puisque l’environnement numérique dépasse aujourd’hui le cadre du web, il affirme que l’éditorialisation « tend à agir sur le réel plutôt qu'elle ne le représente ». En plus de cet aspect, l'éditorialisation ne suit aucun schéma en particulier, même s'ils sont prédéfinis, car elle a tendance à les contourner en créant ses propres standards.

### Collective
Impliquant plusieurs acteurs, elle est aussi « collective » et complique ainsi les tentatives d'identifier des actes d'éditorialisation perpétrés par un seul individu, car ces actes sont tous liés les uns aux autres.  N'appartenant ni à une personne ni à un groupe en particulier, l'éditorialisation ne se limite pas à la collectivité humaine et est impossible sans action collective bien qu'au final, elle ne produise pas nécessairement un objet commun à chacun.

### Ontologique
Finalement — du fait que l’environnement numérique implique désormais un web des objets (ou un web 3.0 sémantique) où « il n’est plus approprié de séparer le discours sur le réel du réel lui-même » — l’éditorialisation a aussi une nature « ontologique ». Plus spécifiquement, l'éditorialisation est une manière de produire le réel plutôt que de le représenter et, puisqu'il est difficile de délimiter chaque chaîne d'actions de chaque acte d'éditorialisation, la combinaison de ces actes amène la nature multiple de l'éditorialisation et, de ce fait, du réel.

## Proximités conceptuelles
Dans l'article bilan, « Qu’est-ce que l’éditorialisation ? », Marcello Vitali-Rosati recense les divers développements à propos de la notion dans le milieu de la recherche. Il procède en distinguant la notion d'autres concepts voisins. 

### Éditorialisation et curation de contenu
Marcello Vitali-Rosati rend compte des différences essentielles qui existent entre éditorialisation et curation de contenu, i.e. : « L’action de trouver, regrouper, organiser et partager le contenu en ligne le meilleur et le plus pertinent sur un sujet spécifique ». 

L’éditorialisation implique le processus de curation de contenus. Si « la curation désigne l'action d'un individu spécifique ou d'un groupe d'individus défini, […] l'éditorialisation met l'accent sur la façon dont cette action est structurée par les caractéristiques de l'environnement numérique ». L’éditorialisation désigne un ensemble de phénomènes et processus qui dépasse le cadre des tâches effectuées par les content curators du fait qu’elle pointe aussi la structure des plateformes, l’ensemble des interactions qu’ont les usagers et les instances numériques. 
« On pourrait donc dire que la curation des contenus est un des éléments du processus d'éditorialisation, tandis que cette dernière désigne le processus dans son intégralité, prenant en considération tous les aspects de la production d'un contenu et du sens que ce contenu acquiert au sein d'une culture ».
 Ainsi définie, l’éditorialisation semble dépasser d’une part la notion de curation de contenu, mais aussi d’édition conventionnelle ou d'édition numérique entendues au sens strict. Elle s'exerce, non dans le cadre d'une publication clairement délimitée, mais dans ce que Louise Merzeau définit à la suite de Manuel Zacklad comme un « environnement-support », fait d'une pluralité d'espaces et de dispositifs, où interviennent une multitude d'acteurs humains ou machiniques, organisés par une autorité « pervasive », où la connectivité se substitue à la maîtrise.

### Éditorialisation et édition
La différence principale entre le concept d'édition et celui d'éditorialisation est que ce dernier met l'accent sur les dispositifs technologiques qui déterminent le contexte d'un contenu et son accessibilité. De cette manière l'éditorialisation est productrice de sens lorsqu'elle organise le contenu et l'intègre dans un contexte technique, dans un réseau de contenus, et le valorise en contribuant à son indexation. Si l'édition est un processus délimité dans le temps et dans l'espace, l'éditorialisation est au contraire un processus ouvert et continu que l'on ne peut circonscrire dans l'espace ou le temps. Les acteurs de l'édition sont finis et connus à l'avance : les auteurs, les éditeurs et l'ensemble de l'équipe éditoriale. Une fois le livre publié, le processus d'édition est terminé. En revanche, le processus d'éditorialisation est ouvert dans l'espace, car les usagers peuvent y participer : les recommandations, les reprises du contenu, les commentaires font partie de l'éditorialisation. Dans ce processus, il ne s'agit pas seulement de choisir, de légitimer, de mettre en forme et de diffuser un contenu, mais également de réfléchir à l'ensemble des techniques que l'on va utiliser ou créer pour le faire, ainsi qu'aux contextes de circulation produits par l'espace numérique.  
L'éditorialisation se caractérise aussi par un changement majeur : « l'action de médiation représentée par la fonction éditoriale s’est en effet élargie à toute sorte d’objets. On ne traite plus seulement des contenus, on traite plutôt des objets. Il ne s’agit pas tellement de structurer les informations que nous avons sur quelque chose, par exemple sur une personne, ou sur un objet ; il s’agit plutôt de structurer la place que cette chose occupe dans le monde : on éditorialise les choses et non les informations sur les choses ».  

Il n'est pas seulement question d'une différence d'outils, mais également d'une différence culturelle.
« [L]'éditorialisation n'est pas notre façon de produire du savoir en utilisant des outils numériques ; c'est notre façon de produire du savoir à l'époque du numérique, ou mieux, dans notre société numérique ».

### Éditorialisation et littérature
L'éditorialisation apporte nécessairement des changements dans nos rapports avec la littérature : « L'émergence de nouvelles technologies autour de l’écriture et de la lecture a rendu possible un bouleversement fondamental du roman traditionnel, forme narrative esthétiquement fermée, tout en préparant la voie à une forme ouverte, l’intertexte ». À chaque nouvelle technologie, nos rapports à la littérature se modifient : avant l'invention de Gutenberg, c'était les copistes qui se chargeaient de recopier les textes à la main. Avec l'invention de l'imprimerie, on élimine les contraintes qu'imposaient le travail à la main et permet ainsi la naissance du roman moderne. Dans le cas de l'éditorialisation, elle brise la barrière entre le lecteur et l'écrivain : le lecteur devient donc actif, puisqu'il est impliqué dans le processus de création littéraire. Elle permet aussi l'intertextualité, bien qu'elle existait déjà mais « [l]e roman imprimé, fermé et matériellement inerte face au lecteur, s'accommode mal de la méthode intertextuelle. Dans la plupart des cas, les références intertextuelles sont d’ordre purement métaphoriques et non pas métonymiques ». L'éditoralisation crée un nouveau genre narratif basé sur le dialogue : le dialogisme intertexuel.

### Éditorialisation et autorité

#### Auctorialité ou le statut d'auteur
Selon l'interprétation de Marcello Vitali-Rosati, l'éditorialisation se serait désormais substituée au principe d'auctorialité[Quoi ?]. Les dispositifs d'éditorialisation garantissent la validité des contenus en assumant les fonctions qui étaient typiquement celles de l'auteur. Des actions se produisent donc sur le web, et les fonctions de l'éditorialisation viennent perpétuer des liens entre ces actions, les transformant en unités de sens.
Cette substitution de l'auctorialité n'implique pas une disparition de l'autorité. En effet, d'autres formes d'autorité se mettent en place, comme l'autoritativité, c'est-à-dire « la propension pour les auteurs à s’affirmer auteurs en dehors des autorités établies », qui intègrent les caractéristiques du processus d'éditorialisation.
Il est important ici de noter la différence entre auteur et acteur; lorsque l'individu agit sur le net, il effectue une action. Il est donc considéré comme acteur. Une action, comme l'explique Marcello Vitali-Rosati, est dans le temps réel, elle n'a de sens qu'au moment où elle se produit. La personne qui écrirait un article sur une page est actrice au moment même de l'écriture, mais ne l'est plus une fois que le texte (l'action) est terminé. L'auteur, quant à lui, est présent même quand l'acteur n'est plus là. Il est présent avant et après l'action. Le résultat de la navigation dans une page, le passage d'un lien à l'autre, le parcours d'un clic à l'autre, bien que considérés comme des actions que l'individu effectue, car elles n'ont de sens que lorsque quelqu'un agit, sont de bons exemples du fait que l'individu est certes acteur de l'action, mais n'en est pas pour autant l'auteur. Ces actions « ne sont que la re-présentation ou la re-production des actions commanditées par l’auteur ». Les sites internet enregistrent nos parcours, font le lien entre les pages visitées et les produits recherchés pour pouvoir les proposer à un autre internaute grâce à un travail algorithmique ; un travail que l'internaute n'a pas accompli, il n'en est donc pas l'auteur. « La fonction auteur, si elle existe, serait dans ce cas plutôt liée à un rassemblement d’actions qu’à leur production ».  Le travail d’édition que propose les moteurs de recherche n’est en aucun cas neutre. Désormais ce qui est visible devient alors légitime et donc crédible. Un moteur de recherche comme Google « a acquis un pouvoir de légitimation qui dépasse n’importe quelle maison d’édition ou n’importe quel auteur » (p. 78).

## Éditorialisation de différents types de documents

### Édition électronique, une nouvelle forme de production et de diffusion du savoir
L'édition électronique comporte trois dimensions : la numérisation, l’édition numérique et l’édition en réseau. La première consiste en la transformation d'information inscrite sur documents physiques en information numérique. La deuxième ne concerne que les documents numériques natifs, donc un travail d'édition sur un support numérique du début à la fin. La troisième se fonde sur les modes d'écritures collaboratifs contribuant à l'élaboration et l'amélioration des contenus via la communication propre à Internet. Ces dernières étant en rupture avec les pratiques éditoriales antérieures au numérique. 
Il faut distinguer l'édition numérique de l'édition en réseau. L'édition numérique désigne un processus éditorial effectué sur un support numérique. Dans le cadre de ce processus, le réseau n'intervient qu'au niveau de la diffusion des contenus. Dans l'édition en réseau, c'est au contraire la communication propre à Internet qui est au cœur du processus éditorial. Wikipédia est l'exemple parfait pour illustrer le modèle collaboratif de l'édition en réseau. 

### Éditorialisation d'images sur le Web, le mode des métadonnées et de l'indexation
Relié au Web, le numérique fragmente et recompose des contenus afin de multiplier les usages de ce dernier. Afin de le rendre exploitable, la création d'informations sur le contenu est nécessaire. Cette création implique alors tout un travail d’indexation et de création de métadonnées dans le cadre d’images, travail apparenté à l’éditorialisation en ce sens que les métadonnées représentent « un ensemble structuré de données décrivant une ressource telle que livre, article, image, vidéo, document audio, etc. La métadonnée peut être utilisée pour la description et la recherche de documents, pour leur préservation et la gestion de collections de ressources ».
L'indexation, quant à elle, est le processus d'un contenant accueillant un contenu. Bruno Bachimont la définit comme « une structure établissant le rapport entre la structure du contenant (par exemple la séparation en paragraphe, la structure en titres et sous-titres, etc.) et la structure du contenu, c'est-à-dire de sa signification ». Ce processus permet de trouver facilement toutes les structures du contenant en rapport avec la structure du contenu matérialisées par seulement un mot-clé. L'indexation des images web se fait de deux manières : on parle soit d'une indexation textuelle, par les métadonnées ; soit d'une indexation d'image, par leur contenu graphique (formes, couleurs, texture, etc.).

### Éditorialisation des vidéos en ligne, le mode de «valeur ajoutée documentaire»
L’éditorialisation de vidéos en ligne suppose une valorisation des contenus, à savoir, éditer un catalogue bien référencé, structurer par thèmes les fonds d’un site, et contextualiser les documents audiovisuels de manière exhaustive animant ainsi tout un réseau. En effet, un vrai usage d'un contenu passe par son éditorialisation, sa contextualisation et sa valeur ajoutée. La valeur ajoutée, un concept développé par Jacques Chaumier et Eric Sutter, permet ensuite de structurer l'offre et par conséquent, de faciliter l'accès aux documents et de répondre à des demandes précises. Peuvent s'y ajouter des compléments : liens, dossiers pédagogiques, notations, commentaires personnels, etc.